# John Erskine

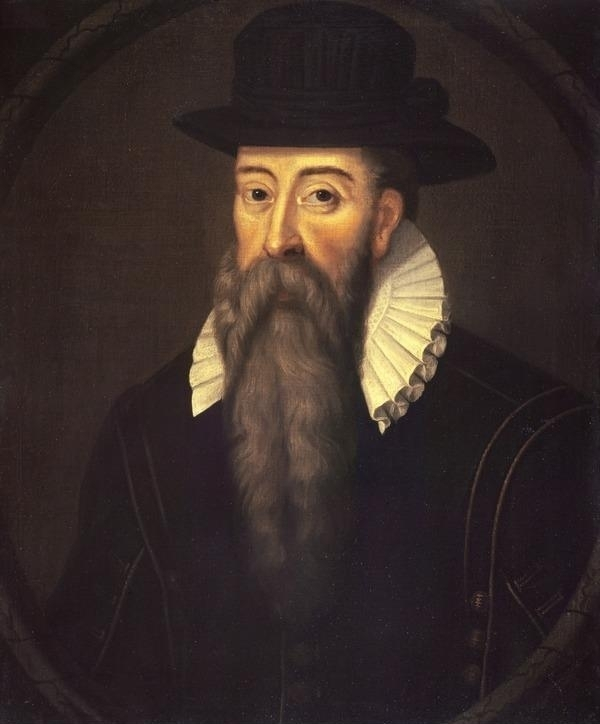
John Erskine, de 17de graaf van Mar

John Erskine, zeventiende graaf van Mar, (?, ca. 1510 - Stirling, 29 oktober 1572) was de eerste van de familie Erskine die graaf van Mar was. Hij was voogd over de minderjarige koning Jacobus VI van Schotland. Vanaf september 1571 tot aan zijn dood in oktober 1572 was hij regent van Schotland.

## Biografie
In 1552 volgde John Erskine zijn vader op als de zesde Lord Erskine. Hij was gehuwd met Annabella Murray.
Toen Maria I van Schotland terugkeerde naar Schotland in 1561 was hij lid van het Schotse bestuur en was voorstander van het huwelijk tussen Maria I van Schotland en Henry Stuart, Lord Darnley.
Tijdens de regering van Maria I van Schotland was hij slotvoogd van Edinburgh Castle. Als beloning ontving hij in 1565 het graafschap van Mar. Twee jaar later werd hem de zorg van Edinburgh Castle ontnomen, maar kreeg als compensatie de erfelijke slotvoogdij van Stirling Castle. Menig lid van de familie Erskine had deze functie al eerder uitgeoefend, maar deze was nooit overerfbaar geweest.
In 1565 deed Maria I van Schotland afstand van de troon ten gunste van haar minderjarige zoon Jacobus VI van Schotland. John Erskine was een van de voogden van de nieuwe koning. 
Rond 1570 begon John Erskine met de bouw van zijn nieuwe stadsresidentie aan de Broad Street in Stirling, aan de toegangsweg naar het kasteel. Thans staat dit huis bekendstaat als Mar's Wark. De kosten van deze bouw konden worden gedragen dankzij het feit dat tijdens de reformatie de familie Erskine controle had verkregen over een drietal abdijen, namelijk Cambuskenneth Abbey, Inchmahome Abbey en Dryburgh Abbey.
Vanaf september 1571 tot en met zijn dood op 29 oktober 1572 in Stirling Castle was John Erskine regent van Schotland. Gedurende zijn regentschap probeerde hij vrede te bewerkstelligen, hierin tegengewerkt door James Douglas, vierde graaf van Morton, die ook zijn opvolger-regent werd na zijn dood.